# Serie 60

Logo Serie 60

Serie 60 (S60) è un'interfaccia di Symbian OS. È stata sviluppata prima da Nokia ma veniva utilizzata anche da altri produttori, tra i quali Samsung, Lenovo, LG Electronics e Panasonic.

## Cellulari
| Versione                    | Numero versione | Versione di Symbian | Dispositivi |
| --------------------------- | --------------- | ------------------- | --- |
| 0.9                         | 0.9             | 6.1                 | - Nokia 7650 |
| 1st Edition                 | 1.2             | 6.1                 | - Nokia 3600 - Nokia 3620 - Nokia 3650 - Nokia 3660 - Nokia N-Gage - Nokia N-Gage QD - Sendo X - Sendo X2 - Siemens SX1 |
| 2nd Edition                 | 2.0             | 7.0s                | - Lenovo P930 - Nokia 6600 - Panasonic X700 - Panasonic X800 - Samsung SGH-D720 - Samsung SGH-D730 |
| 2nd Edition, Feature Pack 1 | 2.1             | 7.0s                | - Nokia 3230 - Nokia 6260 - Nokia 6620 - Nokia 6670 - Nokia 7610 |
| 2nd Edition, Feature Pack 2 | 2.6             | 8.0a                | - Nokia 6630 - Nokia 6680 - Nokia 6681 - Nokia 6682 |
| 2nd Edition, Feature Pack 3 | 2.8             | 8.1a                | - Nokia N70 - Nokia N72 - Nokia N90 |
| 3rd Edition                 | 3.0             | 9.1                 | - Nokia 3250 - Nokia 5500 Sport - Nokia E50 - Nokia E60 - Nokia E61 - Nokia E62 - Nokia E63 - Nokia E65 - Nokia E70 - Nokia N71 - Nokia N73 - Nokia N75 - Nokia N77 - Nokia N80 - Nokia N91 - Nokia N91 8GB - Nokia N92 - Nokia N93                                                                               |
| 3rd Edition, Feature Pack 1 | 3.1             | 9.2                 | - LG KT610 - LG KT615 - Nokia 5700 XpressMusic - Nokia 6110 Navigator - Nokia 6120 classic - Nokia 6121 Classic - Nokia 6124 Classic - Nokia 6290 - Nokia E51 - Nokia E66 - Nokia E71 - Nokia E90 Communicator - Nokia N76 - Nokia N81 - Nokia N81 8GB - Nokia N82 - Nokia N95 - Nokia N95 8GB - Samsung SGH-G810 |
| 3rd Edition, Feature Pack 2 | 3.2             | 9.3                 | - Nokia 5320 XpressMusic - Nokia 5630 XpressMusic - Nokia 6210 Navigator - Nokia 6220 Classic - Nokia 6650 - Nokia 6730 - distribuito direttamente da Vodafone - Nokia E52 - Nokia N78 - Nokia N79 - Nokia N85 - Nokia N96 - Samsung SGH-L870 - Samsung SGH-i8510 INNOV8                                          |
| 5th Edition                 | 5.0             | 9.4                 | - Nokia 5220 - Nokia 5228 - Nokia 5230 - Nokia 5250 - Nokia 5800 XpressMusic - Nokia N97 - Nokia N97 Mini - Samsung i8910 Omnia HD - Nokia 5530 XpressMusic - Nokia C6-00 |